# Heinz Höher
Heinz Höher (* 11. August 1938 in Leverkusen; † 7. November 2019 in Nürnberg) war ein deutscher Fußballspieler und -trainer.
Seine Spielerkarriere begann bei Bayer 04 Leverkusen und führte ihn über den Meidericher SV und den FC Twente Enschede zum VfL Bochum. Als Trainer betreute er unter anderem den VfL Bochum, den MSV Duisburg und Fortuna Düsseldorf in der Bundesliga sowie den 1. FC Nürnberg. Zudem hatte er Engagements in Griechenland bei Ethnikos Piräus, PAOK Saloniki und Olympiakos Piräus.

## Leben und Karriere

### Jugend und Spieler in Leverkusen, bis 1963
Heinz Höher wuchs in Leverkusen in der Hauptstraße auf. Durch seinen Bruder Hannes, der bei Preußen Dellbrück von 1950 bis 1954 in der Oberliga West spielte, bestand Bezug zum Fußball. Zudem war sein Vater Ballwart bei Bayer 04.
Mit 14 Jahren spielte Höher mit den 18-Jährigen in Bayers Jugendelf. Mit 19 Jahren debütierte er bei Bayer 04 in der 2. Liga West unter Trainer Edmund Conen. Bei den DFB-Amateuren debütierte er am 15. April 1959 in Enschede beim Länderspiel gegen die Niederlande im damaligen WM-System auf Halbrechts. Höher wurde von Trainer Sepp Herberger auch in das Aufgebot der A-Nationalmannschaft für das Freundschaftsspiel am 6. Mai 1959 in Glasgow gegen Schottland (2:3) berufen, verpasste aber das Spiel, da er ohne Reisepass nicht nach Großbritannien einreisen durfte.
Unter Trainer Erich Garske steigerte sich Bayer 1960 auf den 3. Rang und stieg in der Saison 1961/62 als Meister der 2. Liga West in die Fußball-Oberliga West auf. Höher absolvierte für Bayer von 1957 bis 1962 insgesamt 130 Ligaspiele in der 2. Liga und erzielte dabei 58 Tore. Von 1959 bis 1962 wurde er zu neun Länderspielen in der deutschen Amateur-Nationalmannschaft berufen. In der U-23 des DFB kam er unter Bundestrainer Sepp Herberger in den Jahren 1959 und 1961 zu zwei weiteren internationalen Auswahleinsätzen.
Trotz einer guten Saison im Abschlussjahr der alten erstklassigen Westoberliga, 1962/63, in der Leverkusen nur eines der Spiele gegen die fünf späteren Gründungsmitglieder der Bundesliga verlor, konnten sich die Rot-Schwarzen vom Ulrich-Haberland-Stadion mit 30:30 Punkten auf dem 9. Rang nicht für die neue Eliteliga qualifizieren. Höher hatte unter Trainer Fritz Pliska an der Seite von Mitspielern wie Werner Biskup, Werner Görts, Uwe Klimaschefski, Manfred Manglitz, Hans-Otto Peters und Werner Röhrig 25 Oberligaspiele bestritten und zwei Tore erzielt.

### Spieler in Meiderich, Enschede und Bochum, 1963 bis 1970
Nachdem sich anfänglich aussichtsreiche Verhandlungen mit dem VfB Stuttgart zerschlagen hatten, schloss sich Höher wenige Tage vor Trainingsbeginn zur ersten Bundesligasaison dem in die neu gegründete Bundesliga aufgenommenen Meidericher SV an. Höher gehörte am ersten Spieltag der Bundesliga, dem 24. August 1963, unter Trainer Rudi Gutendorf der MSV-Elf an, welche mit einem 4:1-Auswärtserfolg im Wildparkstadion Gastgeber Karlsruher SC deutlich besiegte. Meiderichs Angriff mit Helmut Rahn, Werner Krämer, Heinz Versteeg, Höher und Hartmut Heidemann hatte klare Tempo- und Technikvorteile demonstriert. Im Spielbericht in der Bundesliga-Chronik 1963/64 wird dazu notiert: „Balltechnisch gekonnt rührten Krämer und Höher hinter den flotten Spitzen um Altmeister Rahn vielfältige Ideen an, so dass der KSC-Deckung alsbald nur das Nachsehen blieb.“ Bis einschließlich dem sechsten Spieltag, dem 5. Oktober 1963, als im Heimspiel gegen München 1860 ein 3:0 gelang und die „Zebras“ mit 7:5 Punkten den 6. Rang belegten, gehörte Höher jeweils der Formation des Meidericher SV an. Danach folgte in der Hinrunde nur noch sein Einsatz am 30. November bei einer 0:2-Niederlage beim 1. FC Nürnberg. Trainer Gutendorf hatte immer mehr mit den weiteren Offensivkräften Horst Gecks, Werner Kubek und Gustav Walenciak experimentiert. Die Abwehrreihe mit Doppelstopper verlangte nach dem Verzicht auf einen Stürmer, davon war Höher betroffen. In der Rückrunde wurde er lediglich in drei Ligaspielen eingesetzt.
Nach einer Zeit unsteter Leistung kam Höher im zweiten Bundesligajahr 1964/65 auf zehn Bundesligaeinsätze und der MSV belegte mit 32:28 Punkten den 7. Rang. Seinen letzten Bundesligaeinsatz bestritt er am 27. März 1965 unter Trainer Wilhelm „Ömmes“ Schmidt bei einer 0:2-Auswärtsniederlage bei Hannover 96 im Angriff neben Krämer, Friedhelm Bruns, Rudolf Schmidt und Versteeg. Höhers Vertrag endete zum 30. Juni 1965, die geplante Rückkehr zu Bayer 04 Leverkusen kam allerdings nach einem Probetraining bei Bayer-Trainer Theo Kirchberg nicht zustande.
Makler Raymond Schwab vermittelte ihn 1965 an den holländischen FC Twente Enschede. Nach der 0:2-Niederlage am 15. Mai 1966 gegen Ajax Amsterdam erhielt Höher von Twentes Präsidenten eine schriftliche Abmahnung. Höher unterschrieb zum Saisonschluss einen Vertragsspielervertrag für die Regionalliga West beim Zweitligisten VfL Bochum. Zusätzlich wurde er in der Werbeabteilung der Schlegel-Brauerei angestellt. Höher debütierte am 21. August 1966 bei einem 2:0-Heimerfolg gegen Viktoria Köln als Halbstürmer. Abschließend belegte der VfL mit 45:23 Punkten den 4. Rang, punktgleich mit Arminia Bielefeld auf dem 3. Rang. Beide Spiele gegen Meister und Bundesligaaufsteiger Alemannia Aachen gingen verloren. Verletzungsbedingt absolvierte Höher nur 18 Einsätze und erzielte drei Tore. In seinem zweiten Bochumer Jahr, 1967/68, unter Trainer Hermann Eppenhoff, steigerte sich auch Werner Balte in seinem ersten offiziellen Ligajahr auf 14 Tore. Wiederum kam Höher nicht verletzungsfrei durch die Runde, die der VfL als Fünfter beendete, und er konnte in dieser Runde 18 Einsätze mit sieben Toren verzeichnen. Der eigentliche Höhepunkt glückte im DFB-Pokal mit dem Einzug in das Pokalfinale. Die ersten beiden Spiele gegen den Karlsruher SC (3:2) und den VfB Stuttgart (2:1) verpasste er, beim Viertelfinale am 11. April 1968 gegen die Weisweiler-Elf von Borussia Mönchengladbach (2:0) kam er zum Einsatz. Der damalige Mittelfeldkollege von Heinz Höher, Erich Schiller, meinte in der Rückbetrachtung: „Wenn nicht die Bochumer Mannschaft mit der Mittelfeldreihe Höher, Schiller, Eversberg später durch Verletzungspech zurückgeworfen worden wäre, hätte ihr noch Großes gelingen können. Ich bin überzeugt, dass wir vor Mönchengladbach den ‚Fohlen-Weg‘ gegangen wären. Bochum hatte ein unheimliches Potenzial zum damaligen Zeitpunkt.“ Am 15. Mai 1968 glückte die nächste Sensation: Mit 2:1 im Halbfinale wurde der FC Bayern München mit Sepp Maier, Franz Beckenbauer und Gerd Müller aus dem Wettbewerb geworfen und der VfL zog ins Finale ein. Am 9. Juni 1968 fand das Pokalendspiel im Südweststadion in Ludwigshafen gegen den 1. FC Köln statt. „Es begann gut“, schrieb Wolfgang Hellmich im VfL-Jahrbuch von 1968, „wie gestochen kamen die Pässe von Heinz Höher. Unsere Außen zogen ein schnelles Spiel auf. Gustav Eversberg öffnete seine Trickkiste...“, jedoch gewann Köln den Pokal mit 4:1.
Im dritten Jahr beim VfL, 1968/69, erzielte Höher in 26 Ligaspielen zehn Tore. Nach einer glänzenden Hinrunde baute die Mannschaft in der Rückrunde ohne die zwei durch Verletzung ausfallenden Leistungsträger Gustav Eversberg und Erich Schiller ab und fiel durch den schlechteren Torquotienten gegenüber den punktgleichen Rot-Weiss Essen auf den 3. Rang zurück. Die 0:4 Punkte am 30. März 1969 gegen Fortuna Düsseldorf (1:3) und am 7. April 1969 gegen den TSV Marl-Hüls (0:2) verdarben Bochum den Einzug in die Bundesligaaufstiegsrunde. Als 1969/70 der Meistertitel geholt werden konnte, kam Höher nur noch in sieben Ligaspielen zum Einsatz. In der Bundesligaaufstiegsrunde im Juni 1970 wurde er hingegen in fünf Spielen eingesetzt und erzielte ein Tor.
Bereits 1969 hatte Höher unter Lehrgangsleiter Hennes Weisweiler in Köln eine Ausbildung zum Fußball-Lehrer durchlaufen und trat im Sommer 1970 die von Präsident Wüst eingeführte Stelle als Trainerassistent unter Cheftrainer Eppenhoff beim VfL Bochum an. Da Eppendorf es gewohnt war, alleine zu arbeiten, gestaltete sich die Zusammenarbeit schwierig. Es wurde ein Kompromiss erreicht, indem Höher als Assistent die Schulung der Ersatzspieler zusätzlich zum normalen Training übernahm. Als im Herbst 1970 der Zweitligist Schwarz-Weiß Essen einen Trainer suchte, fiel die Wahl auf Höher.

### Trainer

#### SW Essen und VfL Bochum, 1970 bis 1979
Seine Trainerkarriere begann Höher 1970 beim VfL Bochum als Co-Trainer von Hermann Eppenhoff. Im Oktober 1970 wurde er Cheftrainer beim Regionalligisten Schwarz-Weiß Essen. Höher übernahm SW Essen nach dem 11. Spieltag mit 7:15 Punkten. Am Rundenende hatte die Mannschaft vom Uhlenkrug 29:39 Punkte und belegte damit den 11. Rang. Vor seiner zweiten Saison, 1971/72, musste er aber die Verluste von Rolf Bauerkämper, Rolf Kucharski, Manfred Müller und Peter Wirsching hinnehmen, wobei zumindest Torhüter Müller und der 17-fache Torschütze Kucharski bedeutsam waren. Trotzdem führte der Trainerneuling SW Essen zu 39:29 Punkten und damit auf den 5. Rang. Im Tor hatte man Routinier Hermann Merchel reaktiviert, im Mittelfeld ersetzte das junge Talent Holger Trimhold Bauerkämper und im Angriff versuchte er mit Karl-Heinz Böttcher, Reinhard Majgl und Dieter Schulitz im Verbund den vormaligen Torjäger Kucharski zu ersetzen. Seine belebenden Trainingsmethoden und taktische Varianten trugen wesentlich dazu bei, dass SW Essen eine überzeugende Runde ablieferte.
Zur Saison 1972/73 kehrte er als Nachfolger von Hermann Eppenhoff als Cheftrainer zum VfL Bochum zurück. Von Schwarz-Weiß Essen brachte er die Spieler Reinhard Majgl und Michael Lameck mit. Hinzu kamen noch Torhüter Werner Scholz (Alemannia Aachen) und Hermann Gerland aus der Bochumer A-Jugend. Nachdem Weggang von Reinhold Wosab kam im Sommer 1973 Franz-Josef Tenhagen von RW Oberhausen. Die Achse der VfL-Mannschaft bildeten daraufhin Lameck, Gerland, Tenhagen.
Präsident Ottokar Wüst, nicht der Trainer, hielt beim VfL Bochum die Halbzeitansprachen, auch wenn sich das unter Höher zu ändern begann. Der Präsident beobachtete gemeinsam mit dem Trainer potenzielle Neuzugänge. Höher wurde in jedem Frühjahr von Vereinen wie Eintracht Frankfurt, Borussia Dortmund oder VfB Stuttgart umworben, er sagte jedoch allen ab.
Die letzten sechs Heimspiele in der Rückrunde 1975/76 trug der VfL im Stadion am Schloss Strünkede in Herne aus. Der VfL hatte als 15. einen Punkt Abstand zum ersten Abstiegsrang, auf dem die Offenbacher standen. Diese mussten am letzten Spieltag bei den bereits abgestiegenen Hannoveranern antreten. Der VfL gewann das entscheidende Spiel zum Klassenerhalt gegen den Karlsruher SC am 12. Juni 1976 mit es 4:2 nach Toren von Kaczor, Eggeling, Eggert und Pochstein. In der folgenden Saison empfing der VfL am 18. September 1976 den FC Bayern München. In der 53. Minute brachte Pochstein die Gastgeber mit 4:0 in Führung, es endete aber 5:6 für den FC Bayern. „So verrückt, so erstaunlich, so unvorstellbar und so erschütternd, dass es dafür im deutschen Fußball keine Parallele gibt“, stand anschließend in der Zeitung.
Der Spielerkader wurde in den weiteren Höher-Jahren durch Spieler wie Heinz-Werner Eggeling, Michael Eggert, Klaus Franke, Paul Holz, Josef Kaczor, Holger Trimhold, Harry Ellbracht, Dieter Bast, Lothar Woelk, Jochen Abel, Rolf Blau und Walter Oswald belebt; es waren aber auch Abgänge wie die von Werner Krämer, Manfred Rüsing, Hans Walitza, Werner Balte und Matthias Herget zu verkraften. Der ersehnte Sprung in die oberen Tabellenregionen konnte nicht umgesetzt werden, es ging zumeist um Klassenerhalt. Mit zweimal 33 Punkten wurde die beste Ausbeute in den Jahren 1975 und 1979 erreicht. Langwierige, verletzungsbedingte Ausfälle wie von Jürgen Köper und Jupp Kaczor warfen den VfL immer wieder zurück. Die Saison 1978/79 verlief besser, am vorletzten Spieltag hatte der VfL bei drei Punkten Rückstand sogar noch eine vage Chance auf den fünften Platz, der zur Teilnahme am UEFA-Cup berechtigt hätte. Doch bei seinem letzten Heimspiel in siebenjähriger Trainertätigkeit war Höher abwesend, nachdem er um Auflösung seines Vertrages gebeten hatte.
Höhers ehemaliger Mitspieler Gustav Eversberg urteilte über den Trainer Höher: „Er gehört für mich zu den qualifiziertesten Trainern der Bundesliga. Ihm ist es doch praktisch mit Amateurspielern gelungen, dem VfL die Bundesliga zu erhalten.“ Höher war ununterbrochen sieben Jahre Cheftrainer beim VfL – er ist damit der bis heute am längsten amtierende Coach der Bochumer Bundesligageschichte.

#### MSV Duisburg, Fortuna Düsseldorf und Griechenland, bis 1983
Höher wechselte mit der Saison 1979/80 als Trainer zum MSV Duisburg, der 1978/79 unter Trainer Rolf Schafstall in der Bundesliga den 13. Rang erreicht hatte und im UEFA-Cup bis in das Halbfinale eingezogen war. Aus finanziellen Gründen verlor der MSV aber im Sommer 1979 die drei Leistungsträger Kees Bregman, Ditmar Jakobs und Ronald Worm und zusätzlich den Stammspieler Günter Weber. Gegen den Verlust der Defensivachse Bregman/Jakobs kämpfte der junge Mann vom SV Waldhof, Paul Steiner, alleine an, im offensiven Mittelfeld/Angriff überraschte positiv der vorherige junge Amateur Thomas Kempe. Nach der 1:2-Heimniederlage am 9. Februar 1980 gegen den FC Schalke 04 wurde Höher am Tag darauf entlassen. Der MSV stand mit 15:27 Punkten auf dem 16. Rang.  Erst Ende September 1980 ging er als Trainer nach Griechenland zu Ethnikos Piräus, der halbwegs auf Distanz zu den Abstiegsrängen blieb. Am 3. Dezember 1980 erkundigte sich Fortuna Düsseldorf, ob eine Rückkehr von Höher in die Bundesliga nach der Winterpause vorstellbar wäre. Höher erklärte sich bereit, sofort zur Fortuna zu wechseln. Nach der Entlassung von Otto Rehhagel in Düsseldorf leitete Höher ab dem 5. Dezember 1980 das Training bei Fortuna Düsseldorf.
Wichtigster Auftrag war, den Abstieg zu vermeiden, und Höher gab als vorrangiges Ziel aus, die Abwehr zu verstärken. In seinem ersten Spiel holte er mit einem 2:2 bei Eintracht Frankfurt am 13. Dezember 1980 einen Punkt. Die Winterpause verbrachte Fortuna auf einem Abstiegsplatz. Höher versuchte sich an einer neuen Aufstellung. Mit Peter Löhr wurde zur Rückrunde ein defensiver Mittelfeldspieler verpflichtet, und Höher setzte künftig auf Raumdeckung und verteilte die Aufgaben neu: Rüdiger Wenzel rückte für Wolfgang Seel in die Spitze, der langzeitverletzte Dieter Brei wurde Höhers Assistent. Schon Mitte April kündigte Höher an, seinen Ende Juni auslaufenden Vertrag keinesfalls zu verlängern. Als Grund gab er an, dass er sich von einem erheblichen Teil des Düsseldorfer Publikums abgelehnt fühle. Die Vereinsführung versuchte erfolglos, ihn umzustimmen. Die Fortuna beendete die Saison mit 28:40 Punkten auf dem 13. Rang.
Am 31. Mai 1981 verstarb Gyula Lóránt auf der Trainerbank von PAOK Saloniki; Höher wurde sein Nachfolger. PAOK hielt sich mehr als achtbar in Sichtweite der führenden Klubs Olympiakos Piräus und Panathinaikos Athen. Das erste Spieljahr endete für PAOK auf Platz drei der griechischen Liga. In der zweiten Saison erreichte er das griechische Pokalfinale. Sie unterlagen AEK Athen mit 0:2, aber dennoch konnte Höher seinen Ruf in Griechenland etablieren. Kurz nach dem Endspiel nahm er das Angebot an, Olympiakos Piräus zu trainieren, die gerade viermal hintereinander die griechische Meisterschaft gewonnen hatten.
Im September 1983 schaltete Höhers Olympiakos in der ersten Runde des Europapokals der Landesmeister Ajax Amsterdam mit Ronald Koeman und Marco van Basten mit 2:0 in der Verlängerung im Heimspiel aus. Zwei Monate später wurde Höher entlassen. Olympiakos lag in der griechischen Liga nur auf Platz zwei hinter Panathinaikos.

#### 1. FC Nürnberg, 1984 bis 1988
Vier Trainer waren 1983/84 in Folge beim 1. FC Nürnberg tätig: Udo Klug, Rudi Kröner und Fritz Popp wurden nacheinander entlassen. Nach der Vorrunde trat Heinz Höher im Neuen Zabo zum 1. Januar 1984 an. Er übernahm den „Club“ auf dem 18. Rang mit 9:25 Punkten.
Am Rundenende stieg Nürnberg mit 14:54 Punkten aus der Bundesliga ab. Höher rechnete mit seiner Entlassung, allerdings sprach ihm der neue Präsident Gerd Schmelzer mit dem Präsidium das Vertrauen aus. Höher schickte sich an, um die beiden neuverpflichteten Routiniers Udo Horsmann und Ulrich Bittorf und die restlichen Spieler des alten Kaders eine junge Mannschaft mit Perspektive aufzubauen. Hans Dorfner entwickelte sich zum Regisseur, der den Club mit Trainer Höher nach einem der turbulentesten Jahre der Vereinsgeschichte auf Anhieb wieder nach oben führte. Nach einem verkorksten Start, einer Spielerrevolte gegen Höher und der fristlosen Entlassung von sechs Club-Profis im Oktober 1984 stürmte der Club dank einer begeisternden Rückrunde mit 29:9 Punkten zurück in die Bundesliga.
Mit dem Bundesligarückkehrer belegte Höher 1985/86 den 12. Rang, verbesserte sich 1986/87 auf den 9. Rang und zog 1987/88 mit dem 7. Tabellenplatz in den UEFA-Cup der Runde 1988/89 ein. Die Freude über den größten Erfolg seit 1968 aber hielt sich in Grenzen. Der seit Monaten feststehende Wechsel Reuters und Grahammers zum FC Bayern München überschattete alles. „Ich hätte meine Arbeit hier gerne zu einem richtigen Ende geführt“, meinte Höher. Nach  viereinhalb Jahren auf der Nürnberger Trainerbank wechselte Höher im Alter von 49 Jahren in die Managerposition und holte seinen früheren Spieler Hermann Gerland aus Bochum als Cheftrainer zum Club.
1989/90 nahm er ein Engagement beim saudi-arabischen Verein al-Ittihad aus Dschidda an. Ein Comebackversuch auf der Trainerbank scheiterte 1996 beim VfB Lübeck aus gesundheitlichen Gründen: An seinem ersten Arbeitstag in Lübeck brach Höher nach einem Kreislaufkollaps auf dem Trainingsplatz zusammen.
Heinz Höher, der bei seiner letzten Trainertätigkeit als Jugendcoach bei der SpVgg Greuther Fürth Juri Judt entdeckte und förderte, lebte zuletzt in Franken.

## Persönliches
Höher wurde in Leverkusen geboren, wuchs im Stadtteil Wiesdorf auf und machte am Carl-Duisberg-Gymnasium das Abitur. Seit 1964 war er mit seiner Frau Doris verheiratet. Nach dem Ende seiner Fußball-Laufbahn im Jahr 1996 lebte er in Franken. Durch nicht rentable Immobilienprojekte im Dresdner Vorort Heidenau und in Pirna war er verschuldet. Ab 2010 war er trockener Alkoholiker. Er starb nach langer Krankheit am 7. November 2019 im Alter von 81 Jahren.